# Phare – Demokracja
Phare – Demokracja – program Unii Europejskiej, deklarujący wspieranie rozwoju społeczeństwa obywatelskiego w państwach Europy Centralnej, Wschodniej, krajach dawnego ZSRR, a także w Mongolii.
Program realizowano w latach 1993-1997 i miał on na celu wspieranie procesu przekształceń społeczno-ekonomicznych oraz pomoc organizacjom pozarządowym (m.in. małe dotacje dla organizacji lokalnych). Podstawowe cele, według twórców programu to promowanie: demokracji w systemie wielopartyjnym, praw człowieka, wolności ekonomicznej i państwa prawa. Program wspierał działania takie jak zdobywanie i stosowanie wiedzy oraz technik w obrębie praktyk parlamentarnych, wzmacnianie organizacji pozarządowych wnoszących istotny wkład w promocję pluralistycznego, demokratycznego społeczeństwa, przekazanie wiedzy i praktyki z zakresu demokracji i rządów prawa. O małe dotacje z budżetu programowego mogły ubiegać się niezależne, formalnie zarejestrowane w Polsce, organizacje non-profit, które już wcześniej prowadziły działalność w dziedzinie zbliżonej do promowanej przez program. Inicjatywa wspierała też działania na rzecz mniejszości narodowych oraz grup nieuprzywilejowanych. Od 1993 do 1997 zakontraktowano w programie oraz wydatkowano 1.600.000 euro na 200 lub 215 dotacji. Kontynuacją programu był wprowadzony przez Radę Unii Europejskiej od 2000 program ACCESS.